# I liga argentyńska w piłce nożnej (1933)
W roku 1933 Argentyna miała dwóch mistrzów – jednego mistrza w rozgrywkach ligi amatorskiej organizowanych przez uznawaną przez FIFA organizację Asociación Argentina de Football, a drugiego w rozgrywkach niedawno powstałej ligi zawodowej organizowanej przez federację Liga Argentina de Football, której FIFA nie uznawała.
Amatorskim mistrzem Argentyny został klub Sportivo Dock Sud, natomiast tytuł amatorskiego wicemistrza Argentyny zdobył klub Nueva Chicago Buenos Aires.
Zawodowym mistrzem Argentyny został klub San Lorenzo de Almagro, natomiast zawodowym wicemistrzem Argentyny – Boca Juniors.

## Primera División – liga amatorska
Mistrzem Argentyny w roku 1933 w ramach rozgrywek organizowanych przez Asociación Argentina de Football został klub Sportivo Dock Sud, natomiast tytuł wicemistrza Argentyny zdobył klub Nueva Chicago Buenos Aires.

### Mecze chronologicznie
| Data                 | Mecz |
| -------------------- | --- |
| 2 kwietnia 1933      | Barracas Central Buenos Aires – Colegiales Buenos Aires 2:1                                                   |
| 2 kwietnia 1933      | CA All Boys – Defensores de Belgrano Buenos Aires 1:0                                                         |
| 2 kwietnia 1933      | Argentino de CA Temperley – Nueva Chicago Buenos Aires 0:2 J. Galeano, Tempone                                |
| 2 kwietnia 1933      | Sportivo Dock Sud – Club El Porvenir 3:1                                                                      |
| 2 kwietnia 1933      | Estudiantil Porteño Buenos Aires – CA Banfield 2:1                                                            |
| 2 kwietnia 1933      | Excursionistas Buenos Aires – Sportivo Buenos Aires 1:0                                                       |
| 2 kwietnia 1933      | Almagro Buenos Aires – Argentino de CA Argentino de Quilmes 3:2                                               |
| 9 kwietnia 1933      | Colegiales Buenos Aires – Sportivo Barracas Buenos Aires 2:1                                                  |
| 9 kwietnia 1933      | Barracas Central Buenos Aires – Almagro Buenos Aires 4:1                                                      |
| 9 kwietnia 1933      | Argentino de CA Argentino de Quilmes – Estudiantil Porteño Buenos Aires 4:2                                   |
| 9 kwietnia 1933      | Defensores de Belgrano Buenos Aires – Sportivo Dock Sud 1:0                                                   |
| 9 kwietnia 1933      | Sportivo Buenos Aires – Argentino de CA Temperley 5:1                                                         |
| 9 kwietnia 1933      | CA Estudiantes – Liberal Argentino Buenos Aires 5:1                                                           |
| 9 kwietnia 1933      | Nueva Chicago Buenos Aires – Palermo Buenos Aires 2:0                                                         |
| 9 kwietnia 1933      | Club El Porvenir – Excursionistas Buenos Aires 2:2                                                            |
| 9 kwietnia 1933      | CA Banfield – CA All Boys 4:1                                                                                 |
| 16 kwietnia 1933     | Sportivo Dock Sud – Nueva Chicago Buenos Aires 4:1                                                            |
| 16 kwietnia 1933     | Excursionistas Buenos Aires – Colegiales Buenos Aires 2:0                                                     |
| 16 kwietnia 1933     | Liberal Argentino Buenos Aires – Argentino de CA Argentino de Quilmes 2:1                                     |
| 16 kwietnia 1933     | Estudiantil Porteño Buenos Aires – Club El Porvenir 1:0                                                       |
| 16 kwietnia 1933     | Argentino de CA Temperley – Sportivo Alsina Buenos Aires 3:3                                                  |
| 23 kwietnia 1933     | Sportivo Acassuso – Sportivo Barracas Buenos Aires 4:1                                                        |
| 23 kwietnia 1933     | Sportivo Alsina Buenos Aires – Palermo Buenos Aires 2:0                                                       |
| 23 kwietnia 1933     | Colegiales Buenos Aires – Argentino de CA Temperley 3:1 Toscano, J. García, Felipelli – Barros                |
| 23 kwietnia 1933     | Club El Porvenir – CA All Boys 0:1                                                                            |
| 23 kwietnia 1933     | Estudiantil Porteño Buenos Aires – Defensores de Belgrano Buenos Aires 1:2                                    |
| 23 kwietnia 1933     | CA Banfield – Almagro Buenos Aires 4:2                                                                        |
| 23 kwietnia 1933     | Barracas Central Buenos Aires – Liberal Argentino Buenos Aires 1:0                                            |
| 23 kwietnia 1933     | Sportivo Buenos Aires – Sportivo Dock Sud 1:1                                                                 |
| 23 kwietnia 1933     | Nueva Chicago Buenos Aires – Excursionistas Buenos Aires 1:1                                                  |
| 30 kwietnia 1933     | Barracas Central Buenos Aires – CA Banfield 2:3                                                               |
| 30 kwietnia 1933     | Liberal Argentino Buenos Aires – Defensores de Belgrano Buenos Aires 0:4                                      |
| 30 kwietnia 1933     | Almagro Buenos Aires – Sportivo Buenos Aires 2:1                                                              |
| 30 kwietnia 1933     | Estudiantil Porteño Buenos Aires – Nueva Chicago Buenos Aires 2:1                                             |
| 30 kwietnia 1933     | CA All Boys – Colegiales Buenos Aires 2:1                                                                     |
| 30 kwietnia 1933     | Sportivo Dock Sud – Sportivo Alsina Buenos Aires 1:1                                                          |
| 30 kwietnia 1933     | Excursionistas Buenos Aires – Sportivo Acassuso 0:1                                                           |
| 30 kwietnia 1933     | Argentino de CA Temperley – CA Estudiantes 2:1                                                                |
| 30 kwietnia 1933     | Palermo Buenos Aires – Sportivo Barracas Buenos Aires 2:1                                                     |
| 7 maja 1933          | CA Estudiantes – Palermo Buenos Aires 2:3                                                                     |
| 7 maja 1933          | Sportivo Acassuso – Argentino de CA Temperley 0:0                                                             |
| 7 maja 1933          | Sportivo Alsina Buenos Aires – Excursionistas Buenos Aires 2:0                                                |
| 7 maja 1933          | Colegiales Buenos Aires – Sportivo Dock Sud 2:0                                                               |
| 7 maja 1933          | Nueva Chicago Buenos Aires – CA All Boys 5:0                                                                  |
| 7 maja 1933          | Sportivo Buenos Aires – Estudiantil Porteño Buenos Aires 0:1                                                  |
| 7 maja 1933          | Club El Porvenir – Almagro Buenos Aires 2:3 Cervetto s, Adolfo Hermo – ?, ?                                   |
| 7 maja 1933          | CA Banfield – Liberal Argentino Buenos Aires 3:1                                                              |
| 7 maja 1933          | Argentino de CA Argentino de Quilmes – Barracas Central Buenos Aires 1:2                                      |
| 14 maja 1933         | Argentino de CA Argentino de Quilmes – Defensores de Belgrano Buenos Aires 3:3                                |
| 14 maja 1933         | Barracas Central Buenos Aires – Club El Porvenir 3:0                                                          |
| 14 maja 1933         | Liberal Argentino Buenos Aires – Sportivo Buenos Aires 0:0                                                    |
| 14 maja 1933         | Almagro Buenos Aires – Colegiales Buenos Aires 3:3                                                            |
| 14 maja 1933         | Estudiantil Porteño Buenos Aires – Sportivo Alsina Buenos Aires 1:2                                           |
| 14 maja 1933         | CA All Boys – Sportivo Acassuso 1:1                                                                           |
| 14 maja 1933         | Sportivo Dock Sud – CA Estudiantes 4:0                                                                        |
| 14 maja 1933         | Excursionistas Buenos Aires – Sportivo Barracas Buenos Aires 2:1                                              |
| 14 maja 1933         | Argentino de CA Temperley – Palermo Buenos Aires 3:0                                                          |
| 14 maja 1933         | CA Banfield – Nueva Chicago Buenos Aires 3:2                                                                  |
| 21 maja 1933         | Sportivo Barracas Buenos Aires – Argentino de CA Temperley 0:2                                                |
| 21 maja 1933         | CA Estudiantes – Excursionistas Buenos Aires 3:0                                                              |
| 21 maja 1933         | Sportivo Acassuso – Sportivo Dock Sud 1:3                                                                     |
| 21 maja 1933         | Sportivo Alsina Buenos Aires – CA All Boys 2:4                                                                |
| 21 maja 1933         | Colegiales Buenos Aires – Estudiantil Porteño Buenos Aires 0:0                                                |
| 21 maja 1933         | Nueva Chicago Buenos Aires – Almagro Buenos Aires 2:0                                                         |
| 21 maja 1933         | Club El Porvenir – Liberal Argentino Buenos Aires 2:2 Jesús Ríos (2) – ?, ?                                   |
| 21 maja 1933         | Defensores de Belgrano Buenos Aires – Barracas Central Buenos Aires 2:1                                       |
| 21 maja 1933         | CA Banfield – Argentino de CA Argentino de Quilmes 4:0                                                        |
| 4 czerwca 1933       | CA Banfield – Club El Porvenir 3:2 ?, ? – Elías Agrelo, Martínez                                              |
| 4 czerwca 1933       | Argentino de CA Argentino de Quilmes – Sportivo Buenos Aires 3:2                                              |
| 4 czerwca 1933       | Barracas Central Buenos Aires – Nueva Chicago Buenos Aires 2:2                                                |
| 4 czerwca 1933       | Liberal Argentino Buenos Aires – Colegiales Buenos Aires 2:2                                                  |
| 4 czerwca 1933       | Almagro Buenos Aires – Sportivo Acassuso 5:2                                                                  |
| 4 czerwca 1933       | Estudiantil Porteño Buenos Aires – CA Estudiantes 3:4                                                         |
| 4 czerwca 1933       | CA All Boys – Sportivo Barracas Buenos Aires 3:2                                                              |
| 4 czerwca 1933       | Sportivo Dock Sud – Palermo Buenos Aires 1:0                                                                  |
| 4 czerwca 1933       | Excursionistas Buenos Aires – Argentino de CA Temperley 2:2                                                   |
| 11 czerwca 1933      | CA Estudiantes – CA All Boys 3:2                                                                              |
| 11 czerwca 1933      | Sportivo Acassuso – Estudiantil Porteño Buenos Aires 4:0                                                      |
| 11 czerwca 1933      | Palermo Buenos Aires – Excursionistas Buenos Aires 1:2                                                        |
| 11 czerwca 1933      | Sportivo Barracas Buenos Aires – Sportivo Dock Sud 1:3                                                        |
| 11 czerwca 1933      | Sportivo Alsina Buenos Aires – Almagro Buenos Aires 1:1                                                       |
| 11 czerwca 1933      | Nueva Chicago Buenos Aires – Liberal Argentino Buenos Aires 4:0                                               |
| 11 czerwca 1933      | Sportivo Buenos Aires – Barracas Central Buenos Aires 0:3                                                     |
| 11 czerwca 1933      | Defensores de Belgrano Buenos Aires – CA Banfield 0:0                                                         |
| 11 czerwca 1933      | Club El Porvenir – Argentino de CA Argentino de Quilmes 5:1                                                   |
| 30 lipca 1933        | Defensores de Belgrano Buenos Aires – Sportivo Buenos Aires 0:0                                               |
| 30 lipca 1933        | Argentino de CA Argentino de Quilmes – Colegiales Buenos Aires 3:0                                            |
| 30 lipca 1933        | Barracas Central Buenos Aires – Sportivo Alsina Buenos Aires 2:1                                              |
| 30 lipca 1933        | Liberal Argentino Buenos Aires – Sportivo Acassuso 1:1                                                        |
| 30 lipca 1933        | Almagro Buenos Aires – Sportivo Barracas Buenos Aires 2:0                                                     |
| 30 lipca 1933        | Sportivo Dock Sud – Excursionistas Buenos Aires 4:1                                                           |
| 30 lipca 1933        | Estudiantil Porteño Buenos Aires – Palermo Buenos Aires 2:0                                                   |
| 30 lipca 1933        | CA All Boys – Argentino de CA Temperley 0:0                                                                   |
| 6 sierpnia 1933      | Argentino de CA Temperley – Sportivo Dock Sud 1:2                                                             |
| 6 sierpnia 1933      | Palermo Buenos Aires – CA All Boys 0:2                                                                        |
| 6 sierpnia 1933      | Sportivo Barracas Buenos Aires – Estudiantil Porteño Buenos Aires 1:0                                         |
| 6 sierpnia 1933      | CA Estudiantes – Almagro Buenos Aires 1:3                                                                     |
| 6 sierpnia 1933      | Sportivo Alsina Buenos Aires – Liberal Argentino Buenos Aires 0:1                                             |
| 6 sierpnia 1933      | Nueva Chicago Buenos Aires – Argentino de CA Argentino de Quilmes 2:0                                         |
| 6 sierpnia 1933      | Sportivo Buenos Aires – CA Banfield 0:0                                                                       |
| 6 sierpnia 1933      | Club El Porvenir – Defensores de Belgrano Buenos Aires 1:4 Jesús Ríos k – ?, ?                                |
| 13 sierpnia 1933     | CA All Boys – Sportivo Dock Sud 0:1                                                                           |
| 13 sierpnia 1933     | Club El Porvenir – Nueva Chicago Buenos Aires 1:1 Mazzolli – ?                                                |
| 13 sierpnia 1933     | CA Banfield – Sportivo Alsina Buenos Aires 1:1                                                                |
| 13 sierpnia 1933     | Argentino de CA Argentino de Quilmes – Sportivo Acassuso 2:2                                                  |
| 13 sierpnia 1933     | Barracas Central Buenos Aires – CA Estudiantes 4:0                                                            |
| 13 sierpnia 1933     | Liberal Argentino Buenos Aires – Sportivo Barracas Buenos Aires 1:0                                           |
| 13 sierpnia 1933     | Almagro Buenos Aires – Argentino de CA Temperley 1:0                                                          |
| 13 sierpnia 1933     | Estudiantil Porteño Buenos Aires – Excursionistas Buenos Aires 2:1                                            |
| 13 sierpnia 1933     | Defensores de Belgrano Buenos Aires – Colegiales Buenos Aires 3:0                                             |
| 20 sierpnia 1933     | Excursionistas Buenos Aires – CA All Boys 3:2                                                                 |
| 20 sierpnia 1933     | Argentino de CA Temperley – Club El Porvenir 3:2                                                              |
| 20 sierpnia 1933     | Sportivo Acassuso – Barracas Central Buenos Aires 2:1                                                         |
| 20 sierpnia 1933     | Sportivo Alsina Buenos Aires – Argentino de CA Argentino de Quilmes 3:0                                       |
| 20 sierpnia 1933     | Colegiales Buenos Aires – CA Banfield 1:2                                                                     |
| 20 sierpnia 1933     | Palermo Buenos Aires – Almagro Buenos Aires 0:0                                                               |
| 27 sierpnia 1933     | Almagro Buenos Aires – Sportivo Dock Sud 0:2                                                                  |
| 27 sierpnia 1933     | Sportivo Buenos Aires – Colegiales Buenos Aires 1:0                                                           |
| 27 sierpnia 1933     | Club El Porvenir – Sportivo Alsina Buenos Aires 0:1                                                           |
| 27 sierpnia 1933     | Defensores de Belgrano Buenos Aires – Sportivo Acassuso 4:0                                                   |
| 27 sierpnia 1933     | CA Banfield – CA Estudiantes 2:2                                                                              |
| 27 sierpnia 1933     | Palermo Buenos Aires – Barracas Central Buenos Aires 3:1                                                      |
| 27 sierpnia 1933     | Liberal Argentino Buenos Aires – Argentino de CA Temperley 2:1                                                |
| 27 sierpnia 1933     | Estudiantil Porteño Buenos Aires – CA All Boys 1:4                                                            |
| 30 sierpnia 1933     | Argentino de CA Argentino de Quilmes – Sportivo Barracas Buenos Aires 1:1                                     |
| 30 sierpnia 1933     | Sportivo Buenos Aires – Club El Porvenir 4:1 ?, ? – Martínez                                                  |
| 3 września 1933      | Palermo Buenos Aires – Colegiales Buenos Aires 1:1                                                            |
| 3 września 1933      | Sportivo Barracas Buenos Aires – Sportivo Alsina Buenos Aires 0:0                                             |
| 3 września 1933      | CA Estudiantes – Sportivo Acassuso 1:1                                                                        |
| 3 września 1933      | Almagro Buenos Aires – Defensores de Belgrano Buenos Aires 0:3                                                |
| 3 września 1933      | CA All Boys – Sportivo Buenos Aires 2:2                                                                       |
| 9 września 1933      | Sportivo Barracas Buenos Aires – Barracas Central Buenos Aires 0:0                                            |
| 10 września 1933     | Sportivo Dock Sud – Estudiantil Porteño Buenos Aires 2:0                                                      |
| 10 września 1933     | Excursionistas Buenos Aires – Almagro Buenos Aires 3:1                                                        |
| 10 września 1933     | Palermo Buenos Aires – Liberal Argentino Buenos Aires 1:2                                                     |
| 10 września 1933     | Sportivo Acassuso – CA Banfield 3:1                                                                           |
| 10 września 1933     | Colegiales Buenos Aires – Club El Porvenir 1:3 ? – Alfredo Aliberti, Adolfo Hermo, Elías Agrelo               |
| 10 września 1933     | Nueva Chicago Buenos Aires – Sportivo Buenos Aires 2:2                                                        |
| 10 września 1933     | Sportivo Alsina Buenos Aires – Defensores de Belgrano Buenos Aires 2:1                                        |
| 10 września 1933     | CA Estudiantes – Argentino de CA Argentino de Quilmes 1:4                                                     |
| 1 października 1933  | Nueva Chicago Buenos Aires – Sportivo Alsina Buenos Aires 3:2                                                 |
| 1 października 1933  | Sportivo Buenos Aires – Sportivo Acassuso 2:0                                                                 |
| 1 października 1933  | Club El Porvenir – CA Estudiantes 5:0 Alfredo Aliberti (4), Alfredo Etcheverry k                              |
| 1 października 1933  | CA Banfield – Palermo Buenos Aires 4:1                                                                        |
| 1 października 1933  | Argentino de CA Temperley – Argentino de CA Argentino de Quilmes 2:1                                          |
| 1 października 1933  | Barracas Central Buenos Aires – Excursionistas Buenos Aires 2:2                                               |
| 1 października 1933  | Liberal Argentino Buenos Aires – Sportivo Dock Sud 2:0                                                        |
| 1 października 1933  | Almagro Buenos Aires – Estudiantil Porteño Buenos Aires 4:1                                                   |
| 1 października 1933  | Defensores de Belgrano Buenos Aires – Sportivo Barracas Buenos Aires 1:0                                      |
| 8 października 1933  | Sportivo Acassuso – Club El Porvenir 4:0                                                                      |
| 8 października 1933  | Colegiales Buenos Aires – Nueva Chicago Buenos Aires 1:3                                                      |
| 8 października 1933  | Sportivo Barracas Buenos Aires – CA Banfield 1:0                                                              |
| 8 października 1933  | Sportivo Alsina Buenos Aires – Sportivo Buenos Aires 4:0                                                      |
| 8 października 1933  | Excursionistas Buenos Aires – Liberal Argentino Buenos Aires 3:4                                              |
| 8 października 1933  | Argentino de CA Temperley – Barracas Central Buenos Aires 2:0                                                 |
| 8 października 1933  | CA Estudiantes – Defensores de Belgrano Buenos Aires 0:2                                                      |
| 8 października 1933  | Palermo Buenos Aires – Argentino de CA Argentino de Quilmes 3:1                                               |
| 12 października 1933 | Palermo Buenos Aires – Sportivo Acassuso 2:1                                                                  |
| 12 października 1933 | Sportivo Alsina Buenos Aires – CA Estudiantes 3:0                                                             |
| 15 października 1933 | Colegiales Buenos Aires – Sportivo Acassuso 2:1                                                               |
| 15 października 1933 | Nueva Chicago Buenos Aires – CA Estudiantes 8:1                                                               |
| 15 października 1933 | Sportivo Buenos Aires – Sportivo Barracas Buenos Aires 2:0                                                    |
| 15 października 1933 | Club El Porvenir – Palermo Buenos Aires 4:0 Alfredo Etcheverry (2), Elías Agrelo, Adolfo Hermo                |
| 15 października 1933 | Defensores de Belgrano Buenos Aires – Argentino de CA Temperley 1:1 Belis – Ravello                           |
| 15 października 1933 | CA Banfield – Excursionistas Buenos Aires 1:0                                                                 |
| 15 października 1933 | Argentino de CA Argentino de Quilmes – Sportivo Dock Sud 0:3                                                  |
| 15 października 1933 | Barracas Central Buenos Aires – CA All Boys 6:1                                                               |
| 22 października 1933 | CA All Boys – Liberal Argentino Buenos Aires 3:1                                                              |
| 22 października 1933 | Sportivo Dock Sud – Barracas Central Buenos Aires 7:1                                                         |
| 22 października 1933 | Excursionistas Buenos Aires – Argentino de CA Argentino de Quilmes 6:2                                        |
| 22 października 1933 | Argentino de CA Temperley – CA Banfield 1:2                                                                   |
| 22 października 1933 | CA Estudiantes – Sportivo Buenos Aires 1:1                                                                    |
| 22 października 1933 | Sportivo Acassuso – Nueva Chicago Buenos Aires 0:2                                                            |
| 22 października 1933 | Sportivo Alsina Buenos Aires – Colegiales Buenos Aires 2:0                                                    |
| 22 października 1933 | Palermo Buenos Aires – Defensores de Belgrano Buenos Aires 1:2                                                |
| 22 października 1933 | Sportivo Barracas Buenos Aires – Club El Porvenir 1:2                                                         |
| 5 listopada 1933     | Almagro Buenos Aires – Liberal Argentino Buenos Aires 3:3                                                     |
| 5 listopada 1933     | CA All Boys – Argentino de CA Argentino de Quilmes 0:0                                                        |
| 5 listopada 1933     | Sportivo Dock Sud – CA Banfield 1:1                                                                           |
| 5 listopada 1933     | Excursionistas Buenos Aires – Defensores de Belgrano Buenos Aires 0:2                                         |
| 5 listopada 1933     | Sportivo Barracas Buenos Aires – Nueva Chicago Buenos Aires 2:3                                               |
| 5 listopada 1933     | CA Estudiantes – Colegiales Buenos Aires 0:1                                                                  |
| 5 listopada 1933     | Sportivo Acassuso – Sportivo Alsina Buenos Aires 1:0                                                          |
| 12 listopada 1933    | CA All Boys – Almagro Buenos Aires 0:0                                                                        |
| 12 listopada 1933    | Argentino de CA Temperley – Estudiantil Porteño Buenos Aires 3:2                                              |
| 12 listopada 1933    | Nueva Chicago Buenos Aires – Defensores de Belgrano walkower dla Nueva Chicago                                |
| 12 listopada 1933    | Palermo Buenos Aires – Sportivo Buenos Aires walkower dla Palermo Buenos Aires                                |
| ?? 1933              | Argentino de CA Temperley – Estudiantil Porteño Buenos Aires 3:2                                              |
| ?? 1933              | Sportivo Barracas Buenos Aires – CA Estudiantes 1:1                                                           |
| ?? 1933              | Estudiantil Porteño Buenos Aires – Barracas Central Buenos Aires walkower dla Estudiantil Porteño             |
| ?? 1933              | Liberal Argentino Buenos Aires – Estudiantil Porteño Buenos Aires walkower dla Liberal Argentino Buenos Aires |

### Końcowa tabela ligi amatorskiej sezonu 1933
| Poz | Klub                                 | Mecze | Zw | Rem | Por | Pkt | BrZd | BrStr |
| --- | ------------------------------------ | ----- | -- | --- | --- | --- | ---- | ----- |
| 1   | Sportivo Dock Sud                    | 19    | 13 | 3   | 3   | 29  | 43   | 15    |
| 2   | Nueva Chicago Buenos Aires           | 19    | 12 | 4   | 3   | 28  | 46   | 21    |
| 3   | CA Banfield                          | 19    | 11 | 5   | 3   | 27  | 39   | 23    |
| 4   | Defensores de Belgrano Buenos Aires  | 19    | 11 | 4   | 4   | 26  | 33   | 12    |
| 5   | Sportivo Alsina Buenos Aires         | 19    | 9  | 5   | 5   | 23  | 32   | 19    |
| 6   | Barracas Central Buenos Aires        | 19    | 9  | 3   | 7   | 21  | 36   | 28    |
| 7   | CA All Boys                          | 19    | 8  | 5   | 6   | 21  | 30   | 31    |
| 8   | Liberal Argentino Buenos Aires       | 19    | 8  | 5   | 6   | 21  | 27   | 34    |
| 9   | Almagro Buenos Aires                 | 19    | 7  | 6   | 6   | 20  | 33   | 34    |
| 10  | Argentino de CA Temperley            | 19    | 7  | 6   | 6   | 20  | 25   | 26    |
| 11  | Sportivo Acassuso                    | 19    | 7  | 5   | 7   | 19  | 29   | 28    |
| 12  | Excursionistas Buenos Aires          | 19    | 7  | 5   | 7   | 19  | 31   | 32    |
| 13  | Sportivo Buenos Aires                | 19    | 5  | 7   | 7   | 17  | 23   | 22    |
| 14  | Estudiantil Porteño Buenos Aires     | 19    | 7  | 2   | 10  | 16  | 21   | 33    |
| 15  | Colegiales Buenos Aires              | 19    | 5  | 4   | 10  | 14  | 20   | 32    |
| 16  | Palermo Buenos Aires                 | 19    | 6  | 2   | 11  | 14  | 18   | 33    |
| 17  | Club El Porvenir                     | 19    | 5  | 3   | 11  | 13  | 31   | 35    |
| 18  | Argentino de CA Argentino de Quilmes | 19    | 4  | 4   | 11  | 12  | 29   | 46    |
| 19  | CA Estudiantes                       | 19    | 4  | 4   | 11  | 12  | 26   | 49    |
| 20  | Sportivo Barracas Buenos Aires       | 19    | 2  | 4   | 13  | 8   | 14   | 33    |

## Primera División – liga zawodowa
Mistrzem Argentyny w roku 1933 w ramach rozgrywek organizowanych przez Liga Argentina de Football został klub San Lorenzo de Almagro, natomiast tytuł wicemistrza Argentyny zdobył klub Boca Juniors.
Po zakończeniu ligi cztery kluby utworzyły dwie unie po dwa kluby. Pierwsza z unii składała się z klubów Atlanta Buenos Aires i Argentinos Juniors, natomiast druga – z klubów Talleres Remedios de Escalada i Club Atlético Lanús. Ponadto wycofały się dwa kluby Quilmes Athletic Buenos Aires i CA Tigre. To wszystko spowodowało, że liga zmniejszona została z 18 do 14 zespołów.

### Kolejka 1
| Data          | Mecz |
| ------------- | --- |
| 12 marca 1933 | Boca Juniors – Racing Club de Avellaneda 0:1 Roberto Bugueyro                                                                           |
| 12 marca 1933 | Chacarita Juniors – CA Tigre 3:1 Emilio Del Prete, Marcos Díaz, Pedro Stochetti – Iglesias                                              |
| 12 marca 1933 | Estudiantes La Plata – Gimnasia y Esgrima La Plata 0:2 Arturo Naón, Tomás González                                                      |
| 12 marca 1933 | Independiente – River Plate 1:0 Hugo Lamanna                                                                                            |
| 12 marca 1933 | CA Platense – Ferro Carril Oeste 1:1 Antonio Blanco – Rubén Albarracín                                                                  |
| 12 marca 1933 | Quilmes Athletic Buenos Aires – Atlanta Buenos Aires 2:0 Luis Fernández (2) mecz rozegrany został na stadionie klubu Ferro Carril Oeste |
| 12 marca 1933 | San Lorenzo de Almagro – Club Atlético Lanús 1:1 Gabriel Magán – Anselmo Pintado                                                        |
| 12 marca 1933 | Talleres Remedios de Escalada – CA Huracán 2:2 Isaías Romano – Herminio Masantonio, Camilo Méndez                                       |
| 12 marca 1933 | Vélez Sarsfield – Argentinos Juniors 4:0 Federico Sachs (3), Agustín Cosso                                                              |

### Kolejka 2
| Data          | Mecz |
| ------------- | --- |
| 19 marca 1933 | Argentinos Juniors – CA Tigre 3:0 Francisco Ribes (2), Gaspar Saavedra                                                                                                  |
| 19 marca 1933 | Atlanta Buenos Aires – CA Platense 2:2 Cortínez, Amadeo Ortega – Juan C. Haedo, Adolfo Seré                                                                             |
| 19 marca 1933 | Ferro Carril Oeste – Estudiantes La Plata 4:0 Miguel Bravo, Nicolás Infante, Alberto Rival, Héctor Salvatelli                                                           |
| 19 marca 1933 | Gimnasia y Esgrima La Plata – Vélez Sarsfield 4:0 Arturo Naón (2), Tomás González (2)                                                                                   |
| 19 marca 1933 | CA Huracán – Boca Juniors 0:2 Delfín Benítez Cáceres, Esteban Kuko |
| 19 marca 1933 | Club Atlético Lanús – Chacarita Juniors 3:2 Guillermo Maineri, Anselmo Pintado, Clotardo Dendi – Emilio Del Prete, Pedro Stochetti                                      |
| 19 marca 1933 | Quilmes Athletic Buenos Aires – Talleres Remedios de Escalada 2:2 Julio Murúa, Luis Fernández – Arnaldo Durán (2) mecz rozegrany został na stadionie klubu Boca Juniors |
| 19 marca 1933 | Racing Club de Avellaneda – Independiente 2:1 Oscar Barralía, Vicente Del Giúdice – Oscar Sastre                                                                        |
| 19 marca 1933 | River Plate – San Lorenzo de Almagro 7:1 Bernabé Ferreyra (4), Carlos Peucelle (2), Nazareno Luna – Genaro Canteli                                                      |

### Kolejka 3
| Data          | Mecz |
| ------------- | --- |
| 26 marca 1933 | Boca Juniors – Quilmes Athletic Buenos Aires 4:0 Francisco Varallo, Esteban Kuko, Delfín Benítez Cáceres (2)       |
| 26 marca 1933 | Chacarita Juniors – Argentinos Juniors 2:2 Benjamín Coria, Ricardo Barraza – José García (2)                       |
| 26 marca 1933 | Estudiantes La Plata – Atlanta Buenos Aires 3:0 Enrique Guaita, Manuel Ferreira, Xenofonte Marconi                 |
| 26 marca 1933 | Independiente – CA Huracán 3:1 Hugo Lamanna (2), Eduardo Coto – Herminio Masantonio                                |
| 26 marca 1933 | Club Atlético Lanús – River Plate 1:1 Ángel Alfonso – Bernabé Ferreyra                                             |
| 26 marca 1933 | CA Platense – Talleres Remedios de Escalada 4:1 Julio Murúa, Pascual Molina (3) – Francisco Angeletti              |
| 26 marca 1933 | San Lorenzo de Almagro – Racing Club de Avellaneda 2:0 Petronilo do Brito, Diego García                            |
| 26 marca 1933 | CA Tigre – Gimnasia y Esgrima La Plata 2:3 Salvador Maragliano, Félix Dolhagaray – Arturo Naón (2), Ismael Morgada |
| 26 marca 1933 | Vélez Sarsfield – Ferro Carril Oeste 1:1 Agustín Cosso – Héctor Salvatelli k                                       |

### Kolejka 4
| Data            | Mecz |
| --------------- | --- |
| 2 kwietnia 1933 | Atlanta Buenos Aires – Vélez Sarsfield 1:3 Tomás Bracamonte – Manuel De Sáa, Agustín Cosso (2)                                                              |
| 2 kwietnia 1933 | Ferro Carril Oeste – CA Tigre 2:0 Héctor Salvatelli, Miguel Bravo                                                                                           |
| 2 kwietnia 1933 | Gimnasia y Esgrima La Plata – Argentinos Juniors 5:2 Armando Zoroza, Alberto Palomino, Arturo Naón (2), Tomás González – Víctor Coutón, Enrique Vernieres k |
| 2 kwietnia 1933 | CA Huracán – San Lorenzo de Almagro 1:2 Herminio Masantonio – Gabriel Magán, Diego García                                                                   |
| 2 kwietnia 1933 | CA Platense – Boca Juniors 1:0 Juan C. Haedo |
| 2 kwietnia 1933 | Quilmes Athletic Buenos Aires – Independiente 0:1 Héctor Colo                                                                                               |
| 2 kwietnia 1933 | Racing Club de Avellaneda – Club Atlético Lanús 4:0 Evaristo Barrera (2), Oscar Barralía, Roberto Bugueyro                                                  |
| 2 kwietnia 1933 | River Plate – Chacarita Juniors 0:1 Antonio Ruiz Díaz |
| 2 kwietnia 1933 | Talleres Remedios de Escalada – Estudiantes La Plata 1:1 Luis Rojas – Carlos Wilson s                                                                       |

### Kolejka 5
| Data            | Mecz |
| --------------- | --- |
| 9 kwietnia 1933 | Argentinos Juniors – Ferro Carril Oeste 1:0 José García                                                                                     |
| 9 kwietnia 1933 | Chacarita Juniors – Gimnasia y Esgrima La Plata 1:5 Antonio Ruiz Díaz – Alberto Palomino (3), Arturo Naón (2)                               |
| 9 kwietnia 1933 | Estudiantes La Plata – Boca Juniors 4:3 Horacio Tellechea (3), Miguel Lauri – Delfín Benítez Cáceres (2), Francisco Varallo                 |
| 9 kwietnia 1933 | Independiente – CA Platense 6:3 Héctor Colo (3), Mario Evaristo, Luis Ravaschino, Oscar Sastre – Pascual Molina (2), Antonio Campilongo     |
| 9 kwietnia 1933 | Club Atlético Lanús – CA Huracán 2:4 Ángel Alfonso Pintado, Clotardo Dendi – Francisco Rodríguez (2), Herminio Masantonio, Juan A. Rivarola |
| 9 kwietnia 1933 | River Plate – Racing Club de Avellaneda 2:1 Federico Tello, Carlos Peucelle – Arturo Scarcella                                              |
| 9 kwietnia 1933 | San Lorenzo de Almagro – Quilmes Athletic Buenos Aires 1:1 Esteban Gómez – Juan Michal                                                      |
| 9 kwietnia 1933 | CA Tigre – Atlanta Buenos Aires 5:2 Félix Dolhagaray (2), Lorenzo Baglietto, Salvador Maragliano (2) – César Hermosa, Julio Ramírez         |
| 9 kwietnia 1933 | Vélez Sarsfield – Talleres Remedios de Escalada 3:1 Agustín Cosso k, Federico Sachs (2) – Aníbal Troncoso                                   |

### Kolejka 6
| Data             | Mecz |
| ---------------- | --- |
| 16 kwietnia 1933 | Atlanta Buenos Aires – Argentinos Juniors 3:1 Julio Ramírez (3) – Herminio Fortunato                                                         |
| 16 kwietnia 1933 | Boca Juniors – Vélez Sarsfield 3:1 Delfín Benítez Cáceres (3) – Napoleón Seghini                                                             |
| 16 kwietnia 1933 | Estudiantes La Plata – Independiente 0:0 |
| 16 kwietnia 1933 | Ferro Carril Oeste – Gimnasia y Esgrima La Plata 0:0                                                                                         |
| 16 kwietnia 1933 | CA Huracán – River Plate 2:0 Herminio Masantonio, Francisco Rodríguez                                                                        |
| 16 kwietnia 1933 | CA Platense – San Lorenzo de Almagro 1:3 Antonio Campilongo – Petronilo do Britos, Diego García, Gabriel Magán                               |
| 16 kwietnia 1933 | Quilmes Athletic Buenos Aires – Club Atlético Lanús 6:2 Luis Fernández, Juan Michal (3), Eduardo Leoncio (2) – Luis Villa, Anselmo Pintado k |
| 16 kwietnia 1933 | Racing Club de Avellaneda – Chacarita Juniors 0:0                                                                                            |
| 16 kwietnia 1933 | Talleres Remedios de Escalada – CA Tigre 2:1 H. Zabalet (2) – Salvador Maragliano                                                            |

### Kolejka 7
| Data             | Mecz |
| ---------------- | --- |
| 23 kwietnia 1933 | Argentinos Juniors – Talleres Remedios de Escalada 1:4 Mario Berzio – H. Zabalet, Aníbal Troncoso (2), Luis Rojas mecz rozegrany został na stadionie klubu Platense             |
| 23 kwietnia 1933 | Chacarita Juniors – Ferro Carril Oeste 2:0 Pedro Stochetti, Ricardo Barraza |
| 23 kwietnia 1933 | Gimnasia y Esgrima La Plata – Atlanta Buenos Aires 2:0 Armando Zoroza, Oscar Montañez                                                                                           |
| 23 kwietnia 1933 | Club Atlético Lanús – CA Platense 5:2 Anselmo Pintado k, Clotardo Dendi (3), Ángel Alfonso – Tomás Beristain, José Pérez mecz rozegrany został na stadionie klubu Independiente |
| 23 kwietnia 1933 | Racing Club de Avellaneda – CA Huracán 4:0 Vicente Del Giúdice, Roberto Bugueyro, Evaristo Barrera (2) mecz rozegrany został na stadionie klubu Boca Juniors                    |
| 23 kwietnia 1933 | River Plate – Quilmes Athletic Buenos Aires 1:0 Carlos Peucelle mecz rozegrany został na stadionie klubu Huracán                                                                |
| 23 kwietnia 1933 | San Lorenzo de Almagro – Estudiantes La Plata 6:1 Petronilo do Britos (2), Jacinto Villalba, Gabriel Magán, Diego García (2) – Daniel Sabio                                     |
| 23 kwietnia 1933 | CA Tigre – Boca Juniors 1:6 Francisco Rodríguez – Francisco Varallo (2), Roberto Cherro, Delfín Benítez Cáceres (2), Miguel Nardini                                             |
| 23 kwietnia 1933 | Vélez Sarsfield – Independiente 2:0 Federico Sachs, Agustín Cosso |

### Kolejka 8
| Data             | Mecz |
| ---------------- | --- |
| 30 kwietnia 1933 | Atlanta Buenos Aires – Ferro Carril Oeste 2:0 César Hermosa, Enrique Liberanone                                                                           |
| 30 kwietnia 1933 | Boca Juniors – Argentinos Juniors 6:2 Francisco Varallo, Antonio Alberino (3), Delfín Benítez Cáceres, Luis A. Sánchez – José García, Edmundo Paternostro |
| 30 kwietnia 1933 | Estudiantes La Plata – Club Atlético Lanús 4:1 Bonifacio Martín, Daniel Sabio (2), Alberto Zozaya – Pintado                                               |
| 30 kwietnia 1933 | CA Huracán – Chacarita Juniors 0:1 Emilio Moyano s |
| 30 kwietnia 1933 | Independiente – CA Tigre 7:0 Hugo Lamanna (3), Oscar Sastre (2), Roberto Porta, Eduardo Coto                                                              |
| 30 kwietnia 1933 | CA Platense – River Plate 1:2 Pascual Molina – Bernabé Ferreyra, Federico Tello                                                                           |
| 30 kwietnia 1933 | Quilmes Athletic Buenos Aires – Racing Club de Avellaneda 2:0 Raúl Páez, Rodolfo Acerbo                                                                   |
| 30 kwietnia 1933 | Talleres Remedios de Escalada – Gimnasia y Esgrima La Plata 2:5 H. Zabalet, Aníbal Troncoso – Arturo Naón (2), Ismael Morgada (2), Ángel Miguens          |
| 30 kwietnia 1933 | Vélez Sarsfield – San Lorenzo de Almagro 1:1 Juan Pressacco – Petronilo do Britos                                                                         |

### Kolejka 9
| Data        | Mecz |
| ----------- | --- |
| 7 maja 1933 | Argentinos Juniors – Independiente 1:0 José García |
| 7 maja 1933 | Chacarita Juniors – Atlanta Buenos Aires 1:3 Teófilo Juárez – Desiderio Alvarez, Amadeo Ortega, Tomás Bracamonte                                                                                                  |
| 7 maja 1933 | Ferro Carril Oeste – Talleres Remedios de Escalada 4:4 Rubén Albarracín, Oscar Dardes (2), Miguel Bravo – Aníbal Troncoso (2), Luis Zubizarreta, Luis Rojas mecz rozegrany został na stadionie klubu Boca Juniors |
| 7 maja 1933 | Gimnasia y Esgrima La Plata – Boca Juniors 5:2 Arturo Naón (3), Tomás González, José M. Minella – Luis A. Sánchez, Antonio Alberino                                                                               |
| 7 maja 1933 | CA Huracán – Quilmes Athletic Buenos Aires 0:0 |
| 7 maja 1933 | Club Atlético Lanús – Vélez Sarsfield 0:0 |
| 7 maja 1933 | Racing Club de Avellaneda – CA Platense 2:3 Vicente Zito, Roberto Bugueyro – Antonio Campilongo, Pascual Molina, Racioppi                                                                                         |
| 7 maja 1933 | River Plate – Estudiantes La Plata 1:0 Bernabé Ferreyra |
| 7 maja 1933 | CA Tigre – San Lorenzo de Almagro 0:1 Diego García |

### Kolejka 10
| Data         | Mecz |
| ------------ | --- |
| 14 maja 1933 | Boca Juniors – Ferro Carril Oeste 4:1 Antonio Alberino, Miguel Nardini (2), Francisco Varallo – Miguel Bravo                                                      |
| 14 maja 1933 | Chacarita Juniors – Quilmes Athletic Buenos Aires 6:3 Emilio Del Prete, Pedro Stochetti, Héctor Roselló (3), Carlos Carino s – Luis Fernández (2), Rodolfo Acerbo |
| 14 maja 1933 | Estudiantes La Plata – Racing Club de Avellaneda 0:2 Eduardo Leoncio, Roberto Bugueyro                                                                            |
| 14 maja 1933 | Independiente – Gimnasia y Esgrima La Plata 2:1 Oscar Sastre, Jorge Tabar – Tomás González                                                                        |
| 14 maja 1933 | CA Platense – CA Huracán 3:1 Pascual Molina (2), Antonio Campilongo – Juan M. Mercader                                                                            |
| 14 maja 1933 | San Lorenzo de Almagro – Argentinos Juniors 1:1 Petronilo do Britos – José García                                                                                 |
| 14 maja 1933 | Talleres Remedios de Escalada – Atlanta Buenos Aires 4:0 Luis Rojas (4)                                                                                           |
| 14 maja 1933 | CA Tigre – Club Atlético Lanús 2:2 Emilio Blanco, Francisco Rodríguez – Clotardo Dendi (2)                                                                        |
| 14 maja 1933 | Vélez Sarsfield – River Plate 0:0 |

### Kolejka 11
| Data         | Mecz |
| ------------ | --- |
| 21 maja 1933 | Argentinos Juniors – Club Atlético Lanús 2:3 Francisco Ribes, Víctor Coutón – Carlos Spadaro (2), Clotardo Dendi                              |
| 21 maja 1933 | Atlanta Buenos Aires – Boca Juniors 1:2 César Hermosa – Francisco Varallo (2)                                                                 |
| 21 maja 1933 | Ferro Carril Oeste – Independiente 1:2 Héctor Fredes – Oscar Sastre, Hugo Lamanna                                                             |
| 21 maja 1933 | Gimnasia y Esgrima La Plata – San Lorenzo de Almagro 4:2 Alberto Palomino, Arturo Naón k, Tomás González, Armando Zoroza – Gabriel Magán (2)  |
| 21 maja 1933 | CA Huracán – Estudiantes La Plata 2:1 Herminio Masantonio, Carlos Belfiore – Oscar Tellechea                                                  |
| 21 maja 1933 | Quilmes Athletic Buenos Aires – CA Platense 3:0 Luis Fernández (2), Leonardo Sandoval                                                         |
| 21 maja 1933 | Racing Club de Avellaneda – Vélez Sarsfield 5:1 Alberto Fassora (2), Roberto Bugueyro, Vicente Del Giúdice, Vicente Zito – Mariano De Filippo |
| 21 maja 1933 | River Plate – CA Tigre 5:0 Pedro Lago, Bernabé Ferreyra (3), Carlos Peucelle                                                                  |
| 21 maja 1933 | Talleres Remedios de Escalada – Chacarita Juniors 3:2 Luis Zubizarreta, Luis Rojas, Aníbal Troncoso – Emilio Del Prete, Belardinelli          |

### Kolejka 12
| Data           | Mecz |
| -------------- | --- |
| 28 maja 1933   | Argentinos Juniors – River Plate 1:2 José García – Federico Tello (2)                                                                                     |
| 28 maja 1933   | Boca Juniors – Talleres Remedios de Escalada 3:2 Francisco Varallo (3) – Aníbal Troncoso, Luis Rojas mecz rozegrany został na stadionie klubu River Plate |
| 28 maja 1933   | Estudiantes La Plata – Quilmes Athletic Buenos Aires 2:1 Miguel Simieli, Alberto Zozaya – Raúl Páez                                                       |
| 28 maja 1933   | Independiente – Atlanta Buenos Aires 4:0 Roberto Porta (2), Hugo Lamanna (2)                                                                              |
| 28 maja 1933   | Club Atlético Lanús – Gimnasia y Esgrima La Plata 3:3 Guillermo Maineri, Spadaro, Clotardo Dendi – Armando Zoroza, Arturo Naón, Tomás González            |
| 28 maja 1933   | CA Tigre – Racing Club de Avellaneda 1:3 mecz rozegrany został na stadionie klubu Ferro Carril Oeste                                                      |
| 28 maja 1933   | Vélez Sarsfield – CA Huracán 5:0 Emilio Reuben, Osvaldo Reta, Victorio Spinetto, Oscar Sciarra, Federico Sachs                                            |
| 31 maja 1933   | Chacarita Juniors – CA Platense 4:2 Teófilo Juárez, Emilio Del Prete, Carlos Giúdice, Ricardo Barraza – Pascual Molina, Atilio García                     |
| 1 czerwca 1933 | San Lorenzo de Almagro – Ferro Carril Oeste 3:1 Genaro Canteli (2), Diego García – José Cortecci                                                          |

### Kolejka 13
| Data           | Mecz                                                                                              |
| -------------- | ------------------------------------------------------------------------------------------------- |
| 4 czerwca 1933 | Atlanta Buenos Aires – San Lorenzo de Almagro 1:2 Carlos Moyano – Diego García, Esteban Gómez     |
| 4 czerwca 1933 | Boca Juniors – Chacarita Juniors 4:1 Francisco Varallo (4, 1k) – Emilio Del Prete                 |
| 4 czerwca 1933 | Ferro Carril Oeste – Club Atlético Lanús 2:1 Pedro Chalú, Alberto Rival – Carlos Spadaro k        |
| 4 czerwca 1933 | Gimnasia y Esgrima La Plata – River Plate 2:1 Vicente Ruscitti s, Ismael Morgada – Federico Tello |
| 4 czerwca 1933 | CA Huracán – CA Tigre 1:3 Herminio Masantonio – Julio Benavídez (2), Salvador Maragliano          |
| 4 czerwca 1933 | CA Platense – Estudiantes La Plata 3:2 Ismael Arrese (2, 1k), José Pérez – Alberto Zozaya (2)     |
| 4 czerwca 1933 | Quilmes Athletic Buenos Aires – Vélez Sarsfield 0:0                                               |
| 4 czerwca 1933 | Racing Club de Avellaneda – Argentinos Juniors 1:0 Alberto Fassora                                |
| 4 czerwca 1933 | Talleres Remedios de Escalada – Independiente 3:0 Cerrudo, Aníbal Troncoso, Luis Rojas            |

### Kolejka 14
| Data            | Mecz |
| --------------- | --- |
| 11 czerwca 1933 | Argentinos Juniors – CA Huracán 2:0 Edmundo Paternostro, Juan Bongiovanni                                                                                   |
| 11 czerwca 1933 | Chacarita Juniors – Estudiantes La Plata 3:3 Pedro Stochetti (2), Ricardo Barraza – Alberto Zozaya (2), Daniel Sabio                                        |
| 11 czerwca 1933 | Gimnasia y Esgrima La Plata – Racing Club de Avellaneda 1:1 Alberto Palomino – José M. Minella s                                                            |
| 11 czerwca 1933 | Independiente – Boca Juniors 1:1 Delfín Benítez Cáceres – Jorge Tabar                                                                                       |
| 11 czerwca 1933 | Club Atlético Lanús – Atlanta Buenos Aires 2:0 Clotardo Dendi, Guillermo Maineri                                                                            |
| 11 czerwca 1933 | River Plate – Ferro Carril Oeste 2:0 Carlos Peucelle, Ismael Martínez                                                                                       |
| 11 czerwca 1933 | San Lorenzo de Almagro – Talleres Remedios de Escalada 4:3 José Fossa k, Genaro Canteli, Gabriel Magán, Alberto Chividini – Aníbal Troncoso (2), Luis Rojas |
| 11 czerwca 1933 | CA Tigre – Quilmes Athletic Buenos Aires 5:1 Julio Benavídez (2), Salvador Maragliano (2), Oscar Lasalle – Luis Fernández                                   |
| 11 czerwca 1933 | Vélez Sarsfield – CA Platense 2:0 Oscar Sciarra, Iván Mayo                                                                                                  |

### Kolejka 15
| Data            | Mecz |
| --------------- | --- |
| 18 czerwca 1933 | Atlanta Buenos Aires – River Plate 1:2 Carlos Moyano – Bernabé Ferreyra (2)                                          |
| 18 czerwca 1933 | Boca Juniors – San Lorenzo de Almagro 2:2 Antonio Alberino, Félix Pacheco s – Genaro Canteli (2)                     |
| 18 czerwca 1933 | Estudiantes La Plata – Vélez Sarsfield 2:0 Alberto Zozaya k, Daniel Sabio                                            |
| 18 czerwca 1933 | Ferro Carril Oeste – Racing Club de Avellaneda 0:0                                                                   |
| 18 czerwca 1933 | CA Huracán – Gimnasia y Esgrima La Plata 2:4 Herminio Masantonio k, Ricardo Gil – Arturo Naón (3), Armando Zoroza    |
| 18 czerwca 1933 | Independiente – Chacarita Juniors 2:1 Pablo Ruffo, Antonio Pereyra – Juan C. Iribarren                               |
| 18 czerwca 1933 | CA Platense – CA Tigre 0:0                                                                                           |
| 18 czerwca 1933 | Quilmes Athletic Buenos Aires – Argentinos Juniors 0:0                                                               |
| 18 czerwca 1933 | Talleres Remedios de Escalada – Club Atlético Lanús 2:2 Isaías Romano, Luis Zubizarreta – Clotardo Dendi, José Lamas |

### Kolejka 16
| Data            | Mecz |
| --------------- | --- |
| 25 czerwca 1933 | Argentinos Juniors – CA Platense 2:2 Francisco Ribes, Luciano Berzio – Raúl Mezzadra, Pascual Molina                                        |
| 25 czerwca 1933 | Chacarita Juniors – Vélez Sarsfield 1:0 Raúl Benavento                                                                                      |
| 25 czerwca 1933 | Ferro Carril Oeste – CA Huracán 0:0 |
| 25 czerwca 1933 | Gimnasia y Esgrima La Plata – Quilmes Athletic Buenos Aires 3:0 José M. Minella, Arturo Naón (2)                                            |
| 25 czerwca 1933 | Club Atlético Lanús – Boca Juniors 1:3 Guillermo Maineri – Francisco Varallo (2), Delfín Benítez Cáceres                                    |
| 25 czerwca 1933 | Racing Club de Avellaneda – Atlanta Buenos Aires 3:2 Roberto Bugueyro, Natalio Perinetti, Alberto Fassora – Carlos Moyano, Tomás Bracamonte |
| 25 czerwca 1933 | River Plate – Talleres Remedios de Escalada 4:2 Nazareno Luna, Bernabé Ferreyra (2), Manuel Ferreira – Oscar Rodríguez, Cerrudo             |
| 25 czerwca 1933 | San Lorenzo de Almagro – Independiente 2:0 Diego García, Gabriel Magán                                                                      |
| 25 czerwca 1933 | CA Tigre – Estudiantes La Plata 1:4 Julio Benavídez – Alberto Zozaya, Daniel Sabio, ?, ?                                                    |

### Kolejka 17
| Data         | Mecz |
| ------------ | --- |
| 2 lipca 1933 | Atlanta Buenos Aires – CA Huracán 0:0 |
| 2 lipca 1933 | Boca Juniors – River Plate 1:1 Miguel Nardini – Nazareno Luna |
| 2 lipca 1933 | Estudiantes La Plata – Argentinos Juniors 6:2 Alberto Zozaya (2), Daniel Sabio (4) – Francisco Ribes (2)                                                                                  |
| 2 lipca 1933 | Independiente – Club Atlético Lanús 3:2 Luis Vázquez s, Hugo Lamanna (2) – Clotardo Dendi, Guillermo Maineri                                                                              |
| 2 lipca 1933 | CA Platense – Gimnasia y Esgrima La Plata 4:2 Humberto Recanatini s, José Pérez (2), Tomás Beristain – Alberto Palomino, Arturo Naón mecz rozegrany został na stadionie klubu River Plate |
| 2 lipca 1933 | Quilmes Athletic Buenos Aires – Ferro Carril Oeste 4:1 Leonardo Sandoval, Juan Arrillaga (3, 1k) – Miguel Bravo                                                                           |
| 2 lipca 1933 | San Lorenzo de Almagro – Chacarita Juniors 1:0 José Fossa k |
| 2 lipca 1933 | Talleres Remedios de Escalada – Racing Club de Avellaneda 1:1 Luis Rojas – Alberto Fassora                                                                                                |
| 2 lipca 1933 | Vélez Sarsfield – CA Tigre 6:0 Oscar Sciarra (2), Carlos Querzoli (3), Iván Mayo |

### Kolejka 18
| Data          | Mecz                                                                                               |
| ------------- | -------------------------------------------------------------------------------------------------- |
| 9 lipca 1933  | Racing Club de Avellaneda – Boca Juniors 1:0 Evaristo Barrera                                      |
| 16 lipca 1933 | Argentinos Juniors – Vélez Sarsfield 1:3 José García – Carlos Querzoli (3)                         |
| 16 lipca 1933 | Atlanta Buenos Aires – Quilmes Athletic Buenos Aires 3:0 Domingo Ravignani s, Tomás Bracamonte (2) |
| 16 lipca 1933 | Ferro Carril Oeste – CA Platense 1:1 Félix Dolhagaray – Tomás Beristain                            |
| 16 lipca 1933 | Gimnasia y Esgrima La Plata – Estudiantes La Plata 1:0 Emilio Del Prete                            |
| 16 lipca 1933 | CA Huracán – Talleres Remedios de Escalada 1:1 Ricardo Gil – Luis Rojas                            |
| 16 lipca 1933 | Club Atlético Lanús – San Lorenzo de Almagro 2:2 Clotardo Dendi, José Lamas – Ricardo Alarcón (2)  |
| 16 lipca 1933 | River Plate – Independiente 1:1 Pedro Lago – Hugo Lamanna                                          |
| 16 lipca 1933 | CA Tigre – Chacarita Juniors 2:0 Julio Benavídez, Oscar Lasalle                                    |

### Kolejka 19
| Data          | Mecz |
| ------------- | --- |
| 23 lipca 1933 | Boca Juniors – CA Huracán 3:2 Francisco Varallo (2), Roberto Cherro – José Cordero, Herminio Masantonio                     |
| 23 lipca 1933 | Chacarita Juniors – Club Atlético Lanús 4:2 Juan Maglio, Irineo Velázquez, Ernesto Duchini, ? – Anselmo Pintado, José Lamas |
| 23 lipca 1933 | Estudiantes La Plata – Ferro Carril Oeste 1:0 Alberto Zozaya                                                                |
| 23 lipca 1933 | Independiente – Racing Club de Avellaneda 2:1 Hugo Lamanna, Mario Evaristo – Alberto Fassora                                |
| 23 lipca 1933 | CA Platense – Atlanta Buenos Aires 0:0 mecz rozegrany został na stadionie klubu River Plate                                 |
| 23 lipca 1933 | San Lorenzo de Almagro – River Plate 2:0 Gabriel Magán, Genaro Canteli                                                      |
| 23 lipca 1933 | Talleres Remedios de Escalada – Quilmes Athletic Buenos Aires 1:1 Aníbal Troncoso – Emilio Quadrio                          |
| 23 lipca 1933 | CA Tigre – Argentinos Juniors 1:1 Viller – Francisco Rodríguez                                                              |
| 23 lipca 1933 | Vélez Sarsfield – Gimnasia y Esgrima La Plata 2:0 Victorio Spinetto, Oscar Sciarra                                          |

### Kolejka 20
| Data          | Mecz |
| ------------- | --- |
| 30 lipca 1933 | Argentinos Juniors – Chacarita Juniors 2:2 Luis Vassini k, Edmundo Paternostro – Raúl Benavento, Irineo Velázquez                     |
| 30 lipca 1933 | Atlanta Buenos Aires – Estudiantes La Plata 3:0 Porfirio Sosa Largo (3)                                                               |
| 30 lipca 1933 | Ferro Carril Oeste – Vélez Sarsfield 1:2 Ricardo Picallo – Agustín Cosso, Oscar Sciarra                                               |
| 30 lipca 1933 | Gimnasia y Esgrima La Plata – CA Tigre 7:1 Armando Zoroza (3), Enrique Gainzarain (2), Tomás González, Ismael Morgada – Emilio Blanco |
| 30 lipca 1933 | CA Huracán – Independiente 3:0 Herminio Masantonio, José Cordero, Ricardo Gil                                                         |
| 30 lipca 1933 | Quilmes Athletic Buenos Aires – Boca Juniors 0:0                                                                                      |
| 30 lipca 1933 | Racing Club de Avellaneda – San Lorenzo de Almagro 2:1 Alfredo Devicenzi (2) – José Fossa k                                           |
| 30 lipca 1933 | River Plate – Club Atlético Lanús 5:3 Bernabé Ferreyra (2), Carlos Peucelle, Manuel Ferreira (2) – Clotardo Dendi (3)                 |
| 30 lipca 1933 | Talleres Remedios de Escalada – CA Platense 2:3 Luis Rojas, Aníbal Troncoso – Tomás Beristain, Jesús Uría, Pascual Molina             |

### Kolejka 21
| Data            | Mecz |
| --------------- | --- |
| 6 sierpnia 1933 | Argentinos Juniors – Gimnasia y Esgrima La Plata 2:1 Francisco Ribes, Julio Bottini – Enrique Gainzaraín      |
| 6 sierpnia 1933 | Boca Juniors – CA Platense 2:2 Miguel Nardini, Pedro Arico Suárez – Antonio Campilongo, Tomás Beristain       |
| 6 sierpnia 1933 | Chacarita Juniors – River Plate 1:4 Irineo Velázquez – Nazareno Luna (2), Bernabé Ferreyra (2)                |
| 6 sierpnia 1933 | Estudiantes La Plata – Talleres Remedios de Escalada 1:4 Daniel Sabio – Luis Rojas (2, 1k), Lorenzo (2)       |
| 6 sierpnia 1933 | Independiente – Quilmes Athletic Buenos Aires 2:0 Hugo Lamanna (2)                                            |
| 6 sierpnia 1933 | Club Atlético Lanús – Racing Club de Avellaneda 1:4 Clotardo Dendi – Roberto Bugueyro, Evaristo Barrera (3)   |
| 6 sierpnia 1933 | San Lorenzo de Almagro – CA Huracán 1:4 Jacinto Villalba – Herminio Masantonio (2), Ricardo Gil, José Cordero |
| 6 sierpnia 1933 | CA Tigre – Ferro Carril Oeste 0:3 Nicolás Infante, Rodolfo Kralj, Domingo Taritolay                           |
| 6 sierpnia 1933 | Vélez Sarsfield – Atlanta Buenos Aires 2:1 Agustín Cosso, Federico Sachs – Tomás Bracamonte                   |

### Kolejka 22
| Data             | Mecz |
| ---------------- | --- |
| 13 sierpnia 1933 | Atlanta Buenos Aires – CA Tigre 4:2 Ramón Luna, Amadeo Ortega (2), Santos Messina – Oscar Lasalle, Salvador Maragliano |
| 13 sierpnia 1933 | Boca Juniors – Estudiantes La Plata 3:2 Francisco Varallo (3, 2k) – Horacio Tellechea, Miguel A. Lauri                 |
| 13 sierpnia 1933 | Ferro Carril Oeste – Argentinos Juniors 1:1 Rodolfo Kralj – José García                                                |
| 13 sierpnia 1933 | Gimnasia y Esgrima La Plata – Chacarita Juniors 3:0 Arturo Naón (2), Alberto Palomino                                  |
| 13 sierpnia 1933 | CA Huracán – Club Atlético Lanús 2:0 José Cordero (2)                                                                  |
| 13 sierpnia 1933 | CA Platense – Independiente 2:1 Pascual Molina, Antonio Campilongo – Antonio Blanco s                                  |
| 13 sierpnia 1933 | Quilmes Athletic Buenos Aires – San Lorenzo de Almagro 0:1 Diego García                                                |
| 13 sierpnia 1933 | Racing Club de Avellaneda – River Plate 3:0 Eduardo Leoncio, Evaristo Barrera, Vicente Zito                            |
| 13 sierpnia 1933 | Talleres Remedios de Escalada – Vélez Sarsfield 0:1 Victorio Spinetto                                                  |

### Kolejka 23
| Data             | Mecz |
| ---------------- | --- |
| 20 sierpnia 1933 | Argentinos Juniors – Atlanta Buenos Aires 2:1 Francisco Ribes (2) – Amadeo Ortega                                                                |
| 20 sierpnia 1933 | Chacarita Juniors – Racing Club de Avellaneda 2:1 Juan Maglio, Arturo Scarcella s – Eduardo Leoncio                                              |
| 20 sierpnia 1933 | Gimnasia y Esgrima La Plata – Ferro Carril Oeste 1:0 Alberto Palomino                                                                            |
| 20 sierpnia 1933 | Independiente – Estudiantes La Plata 0:0 |
| 20 sierpnia 1933 | Club Atlético Lanús – Quilmes Athletic Buenos Aires 1:1 José Lamas – Luis Fernández                                                              |
| 20 sierpnia 1933 | River Plate – CA Huracán 0:0 |
| 20 sierpnia 1933 | San Lorenzo de Almagro – CA Platense 3:1 Genaro Canteli, José Fossa k, Petronilo do Brito – Pascual Molina                                       |
| 20 sierpnia 1933 | CA Tigre – Talleres Remedios de Escalada 1:0 Salvador Maragliano                                                                                 |
| 20 sierpnia 1933 | Vélez Sarsfield – Boca Juniors 2:4 Eleuterio Forrester k, Iván Mayo – Delfín Benítez Cáceres, Luis A. Sánchez, Francisco Varallo, Roberto Cherro |

### Kolejka 24
| Data             | Mecz |
| ---------------- | --- |
| 27 sierpnia 1933 | Atlanta Buenos Aires – Gimnasia y Esgrima La Plata 2:1 Ramón Luna (2) – Juan Echevarrieta                            |
| 27 sierpnia 1933 | Boca Juniors – CA Tigre 2:1 Delfín Benítez Cáceres, Francisco Varallo – Miguel Corna                                 |
| 27 sierpnia 1933 | Estudiantes La Plata – San Lorenzo de Almagro 2:1 Oscar Tellechea, Miguel A. Lauri – Petronilo do Brito              |
| 27 sierpnia 1933 | Ferro Carril Oeste – Chacarita Juniors 1:1 Miguel Bravo – Juan Maglio                                                |
| 27 sierpnia 1933 | CA Huracán – Racing Club de Avellaneda 2:1 Herminio Masantonio (2) – Evaristo Barrera                                |
| 27 sierpnia 1933 | Independiente – Vélez Sarsfield 1:0 Juan C. Corazzo                                                                  |
| 27 sierpnia 1933 | CA Platense – Club Atlético Lanús 3:0 Pascual Molina (2), Antonio Campilongo                                         |
| 27 sierpnia 1933 | Quilmes Athletic Buenos Aires – River Plate 0:2 Bernabé Ferreyra (2, 1k)                                             |
| 27 sierpnia 1933 | Talleres Remedios de Escalada – Argentinos Juniors 2:2 Luis Rojas, Aníbal Troncoso – Francisco Ribes, Luis Vassini k |

### Kolejka 25
| Data            | Mecz |
| --------------- | --- |
| 3 września 1933 | Argentinos Juniors – Boca Juniors 2:3 Francisco Rodríguez, Pedro Pedro Valentini – Miguel Nardini, Delfín Benítez Cáceres, Francisco Varallo        |
| 3 września 1933 | Chacarita Juniors – CA Huracán 1:0 Antonio Ruiz Díaz                                                                                                |
| 3 września 1933 | Ferro Carril Oeste – Atlanta Buenos Aires 3:3 Alberto Rival, Agustín Chapuis, Rodolfo Kralj – Desiderio Alvarez, Amadeo Ortega, Porfirio Sosa Largo |
| 3 września 1933 | Gimnasia y Esgrima La Plata – Talleres Remedios de Escalada 7:1 Arturo Naón (5, 1k), Tomás González, Francisco Angeletti s – Luis Zubizarreta       |
| 3 września 1933 | Club Atlético Lanús – Estudiantes La Plata 1:1 Guillermo Maineri – Alberto Zozaya                                                                   |
| 3 września 1933 | Racing Club de Avellaneda – Quilmes Athletic Buenos Aires 4:0 Vicente Del Giúdice (3), Pedro Pompey                                                 |
| 3 września 1933 | River Plate – CA Platense 5:0 Federico Tello (2), Manuel Ferreira, Bernabé Ferreyra, Pedro Chalú                                                    |
| 3 września 1933 | San Lorenzo de Almagro – Vélez Sarsfield 4:2 Diego García, Gabriel Magán (2), Genaro Canteli – Iván Mayo, Agustín Cosso                             |
| 3 września 1933 | CA Tigre – Independiente 1:3 Julio Benavídez – Pablo Ruffo, Andrés Coll, Atilio Peirano s                                                           |

### Kolejka 26
| Data             | Mecz |
| ---------------- | --- |
| 10 września 1933 | Estudiantes La Plata – River Plate 2:3 Oscar Tellechea, Horacio Tellechea – Ismael Martínez, Federico Tello, Bernabé Ferreyra                  |
| 10 września 1933 | Independiente – Argentinos Juniors 3:1 Pablo Ruffo, Ernesto Acosta, Oscar Sastre – Pedro Valentini                                             |
| 10 września 1933 | CA Platense – Racing Club de Avellaneda 1:2 Ismael Arrese – Alfredo Devicenzi, Vicente Del Giúdice                                             |
| 10 września 1933 | Quilmes Athletic Buenos Aires – CA Huracán 4:2 Juan Michal (2), Juan Arrillaga, Luis Fernández – José Cordero, Ricardo Gil                     |
| 10 września 1933 | Talleres Remedios de Escalada – Ferro Carril Oeste 3:1 Luis Rojas (2), Aníbal Troncoso – Anselmo Prieto                                        |
| 24 września 1933 | Atlanta Buenos Aires – Chacarita Juniors 1:2 Ramón Luna k – Pedro Stochetti, Ricardo Barraza                                                   |
| 24 września 1933 | Boca Juniors – Gimnasia y Esgrima La Plata 3:2 Delfín Benítez Cáceres, Francisco Varallo k, Miguel Nardini – Ismael Morgada, Juan Echevarrieta |
| 24 września 1933 | San Lorenzo de Almagro – CA Tigre 5:2 Gabriel Magán (4), Arturo Arrieta – Matías Barber (2)                                                    |
| 24 września 1933 | Vélez Sarsfield – Club Atlético Lanús 2:0 Emilio Reuben, Osvaldo Reta                                                                          |

### Kolejka 27
| Data                | Mecz |
| ------------------- | --- |
| 1 października 1933 | Argentinos Juniors – San Lorenzo de Almagro 2:3 Luis Vassini k, Francisco Rodríguez – Diego García, Gabriel Magán, Ricardo Alarcón    |
| 1 października 1933 | Atlanta Buenos Aires – Talleres Remedios de Escalada 3:1 Ramón Luna, Tomás Bracamonte (2) – Luis Rojas                                |
| 1 października 1933 | Ferro Carril Oeste – Boca Juniors 0:4 Francisco Varallo (2), Miguel Nardini, Delfín Benítez Cáceres                                   |
| 1 października 1933 | Gimnasia y Esgrima La Plata – Independiente 2:1 Juan Echevarrieta, Enrique Gainzarain – Luis Ravaschino                               |
| 1 października 1933 | CA Huracán – CA Platense 4:2 Alejandro de los Santos (2), Juan M. Rivarola, Cordero – José Pérez, Pascual Molina                      |
| 1 października 1933 | Club Atlético Lanús – CA Tigre 4:0 Clotardo Dendi (2), Guillermo Maineri, Anselmo Pintado                                             |
| 1 października 1933 | Quilmes Athletic Buenos Aires – Chacarita Juniors 1:0 Luis Fernández                                                                  |
| 1 października 1933 | Racing Club de Avellaneda – Estudiantes La Plata 4:2 Alfredo Devicenzi (3), Vicente Del Giúdice – Miguel A. Lauri, José M. González s |
| 1 października 1933 | River Plate – Vélez Sarsfield 3:0 Carlos Peucelle, Pedro Chalú, Bernabé Ferreyra                                                      |

### Kolejka 28
| Data                | Mecz |
| ------------------- | --- |
| 8 października 1933 | Boca Juniors – Atlanta Buenos Aires 3:1 Tomás Garibaldi (3) – Amadeo Ortega                                                                                     |
| 8 października 1933 | Chacarita Juniors – Talleres Remedios de Escalada 3:2 Antonio Ruiz Díaz, Irineo Velázquez (2) – Luis Rojas (2)                                                  |
| 8 października 1933 | Estudiantes La Plata – CA Huracán 3:2 Iván De la Villa (2), Alberto Zozaya – Herminio Masantonio, José Cordero                                                  |
| 8 października 1933 | Independiente – Ferro Carril Oeste 0:2 Alberto Rival, Carlos Novo                                                                                               |
| 8 października 1933 | Club Atlético Lanús – Argentinos Juniors 1:0 Marcos Encina |
| 8 października 1933 | CA Platense – Quilmes Athletic Buenos Aires 5:2 Pascual Molina, José Perez, Cataldo Spitale, Antonio Campilongo, Tomás Beristain – Juan Mandile, Luis Fernández |
| 8 października 1933 | San Lorenzo de Almagro – Gimnasia y Esgrima La Plata 7:1 Petronilo do Brito (2), Diego García (4), Gabriel Magán – José M. Minella                              |
| 8 października 1933 | CA Tigre – River Plate 2:1 Miguel Corna, Julio Benavídez – Carlos Peucelle                                                                                      |
| 8 października 1933 | Vélez Sarsfield – Racing Club de Avellaneda 1:1 Iván Mayo – Vicente Zito                                                                                        |

### Kolejka 29
| Data                 | Mecz |
| -------------------- | --- |
| 15 października 1933 | Atlanta Buenos Aires – Independiente 0:2 Oscar Sastre, Hugo Lamanna                                                              |
| 15 października 1933 | Ferro Carril Oeste – San Lorenzo de Almagro 1:5 Alberto Rival – Diego García (2), Jacinto Villaba, Gabriel Magán, Arturo Arrieta |
| 15 października 1933 | Gimnasia y Esgrima La Plata – Club Atlético Lanús 3:0 Juan Echevarrieta (2), Enrique Gainzaraín                                  |
| 15 października 1933 | CA Huracán – Vélez Sarsfield 1:1 Herminio Masantonio – Iván Mayo                                                                 |
| 15 października 1933 | CA Platense – Chacarita Juniors 1:1 Pascual Molina – Pedro Stochetti                                                             |
| 15 października 1933 | Quilmes Athletic Buenos Aires – Estudiantes La Plata 3:1 Julio Murúa, Luis Fernández, Victorino Marini – Horacio Tellechea       |
| 15 października 1933 | Racing Club de Avellaneda – CA Tigre 7:0 Alberto López Bravo, Roberto Bugueyro (4), Vicente Zito, Eduardo Leoncio                |
| 15 października 1933 | River Plate – Argentinos Juniors 2:0 Carlos Peucelle, Manuel Ferreira                                                            |
| 15 października 1933 | Talleres Remedios de Escalada – Boca Juniors 0:3 Roberto Cherro, Francisco Varallo (2)                                           |

### Kolejka 30
| Data                 | Mecz |
| -------------------- | --- |
| 22 października 1933 | Argentinos Juniors – Racing Club de Avellaneda 1:1 Francisco Ribes – Alfredo Devicenzi mecz przerwany przy stanie 1:0 dla Argentinos Juniors – dokończony później |
| 22 października 1933 | Chacarita Juniors – Boca Juniors 1:4 Irineo Velázquez – Delfín Benítez Cáceres, Francisco Varallo (3)                                                             |
| 22 października 1933 | Estudiantes La Plata – CA Platense 5:1 Iván De la Villa, Miguel A. Lauri (2), Francisco Juariste, Alberto Zozaya – Pascual Molina                                 |
| 22 października 1933 | Independiente – Talleres Remedios de Escalada 3:2 Hugo Lamanna k, Mateo Ibarra (2) – Benjamín Grossi, Luis Rojas                                                  |
| 22 października 1933 | Club Atlético Lanús – Ferro Carril Oeste 0:2 Carlos Novo, Nicolás Infante                                                                                         |
| 22 października 1933 | River Plate – Gimnasia y Esgrima La Plata 5:2 Ismael Martínez (3), Carlos Peucelle, Bernabé Ferreyra – Ismael Morgada (2)                                         |
| 22 października 1933 | San Lorenzo de Almagro – Atlanta Buenos Aires 5:2 Petronilo do Brito, Diego García, Arturo Arrieta, Gabriel Magán (2) – Carlos B. Moyano (2)                      |
| 22 października 1933 | CA Tigre – CA Huracán 1:0 Ricardo Colombo |
| 22 października 1933 | Vélez Sarsfield – Quilmes Athletic Buenos Aires 5:0 Carlos Querzoli (3), Iván Mayo (2)                                                                            |

### Kolejka 31
| Data                 | Mecz |
| -------------------- | --- |
| 29 października 1933 | Atlanta Buenos Aires – Club Atlético Lanús 2:1 Amadeo Ortega, Ramón Luna k – Daniel Pícaro                                                 |
| 29 października 1933 | Boca Juniors – Independiente 2:0 Roberto Cherro (2)                                                                                        |
| 29 października 1933 | Estudiantes La Plata – Chacarita Juniors 2:2 Iván De la Villa k, Miguel A. Lauri – Benjamín Coria, Héctor Roselló                          |
| 29 października 1933 | Ferro Carril Oeste – River Plate 3:2 Carlos Novo (2), Nicolás Infante – Pedro Chalú, Bernabé Ferreyra                                      |
| 29 października 1933 | CA Huracán – Argentinos Juniors 2:0 Juan M. Rivarola (2)                                                                                   |
| 29 października 1933 | CA Platense – Vélez Sarsfield 2:2 Tomás Beristain, Ángel Montero – Carlos Querzoli, Federico Sachs                                         |
| 29 października 1933 | Quilmes Athletic Buenos Aires – CA Tigre 1:1 Juan Michal – Juan S. Melgarejo                                                               |
| 29 października 1933 | Racing Club de Avellaneda – Gimnasia y Esgrima La Plata 4:1 Demetrio Conidares, Roberto Bugueyro, José Bonelli, Vicente Zito – Arturo Naón |
| 29 października 1933 | Talleres Remedios de Escalada – San Lorenzo de Almagro 1:3 Luis Rojas – Petronilo do Brito, Diego García (2)                               |

### Kolejka 32
| Data             | Mecz |
| ---------------- | --- |
| 5 listopada 1933 | Argentinos Juniors – Quilmes Athletic Buenos Aires 2:1 Pedro Valentini, José García – Luis Fernández                                                                                      |
| 5 listopada 1933 | Chacarita Juniors – Independiente 2:1 Ricardo Barraza, Benjamín Coria – Hugo Lamanna |
| 5 listopada 1933 | Gimnasia y Esgrima La Plata – CA Huracán 4:1 Arturo Naón (2), Armando Zoroza, Manuel Fidel – José Cordero                                                                                 |
| 5 listopada 1933 | Club Atlético Lanús – Talleres Remedios de Escalada 4:1 Clotardo Dendi (2, 1k), Daniel Pícaro, Francisco Pusino – Aníbal Troncoso k mecz rozegrany został na stadionie klubu Boca Juniors |
| 5 listopada 1933 | Racing Club de Avellaneda – Ferro Carril Oeste 3:1 Vicente Zito (2), Hortensio Pellizari s – Rubén Albarracín                                                                             |
| 5 listopada 1933 | River Plate – Atlanta Buenos Aires 1:1 Pedro Lago – Vicente Ruscitti s |
| 5 listopada 1933 | San Lorenzo de Almagro – Boca Juniors 2:0 Petronilo do Brito, Genaro Canteli |
| 5 listopada 1933 | CA Tigre – CA Platense 4:1 Carlos C. García, Melgarejo (2), Colombo – Cataldo Spitale |
| 5 listopada 1933 | Vélez Sarsfield – Estudiantes La Plata 3:0 Victorio Spinetto, Carlos Querzoli (2) |

### Kolejka 33
| Data              | Mecz |
| ----------------- | --- |
| 12 listopada 1933 | Atlanta Buenos Aires – Racing Club de Avellaneda 1:2 Amadeo Ortega – Evaristo Barrera, Roberto Bugueyro                         |
| 12 listopada 1933 | Boca Juniors – Club Atlético Lanús 3:1 Tomás Garibaldi, Roberto Cherro, Francisco Varallo – Guillermo Maineri                   |
| 12 listopada 1933 | Estudiantes La Plata – CA Tigre 4:0 Alberto Zozaya (3), Miguel Simieli                                                          |
| 12 listopada 1933 | CA Huracán – Ferro Carril Oeste 2:4 Juan M. Rivarola, José Cordero – Francisco Sponda, Rival, Rubén Albarracín, Nicolás Infante |
| 12 listopada 1933 | Independiente – San Lorenzo de Almagro 1:0 Hugo Lamanna                                                                         |
| 12 listopada 1933 | CA Platense – Argentinos Juniors 4:1 Tomás Beristain, Pascual Molina, Raúl Murúa (2) – Francisco Ribes                          |
| 12 listopada 1933 | Quilmes Athletic Buenos Aires – Gimnasia y Esgrima La Plata 2:2 Luis Fernández (2) – Manuel Fidel (2)                           |
| 12 listopada 1933 | Talleres Remedios de Escalada – River Plate 0:3 Eduardo Davico (2), Federico Tello                                              |
| 12 listopada 1933 | Vélez Sarsfield – Chacarita Juniors 1:2 Iván Mayo – Ricardo Barraza, Héctor Roselló                                             |

### Kolejka 34
| Data              | Mecz |
| ----------------- | --- |
| 18 listopada 1933 | CA Huracán – Atlanta Buenos Aires 5:0 Máximo Frederici, Arturo Naveira (2), Alejandro de los Santos, Romano              |
| 19 listopada 1933 | Argentinos Juniors – Estudiantes La Plata 2:1 Bottini, Francisco Rodríguez – Miguel Simieli                              |
| 19 listopada 1933 | Chacarita Juniors – San Lorenzo de Almagro 0:1 Diego García                                                              |
| 19 listopada 1933 | Ferro Carril Oeste – Quilmes Athletic Buenos Aires 1:0 Carlos Novo                                                       |
| 19 listopada 1933 | Gimnasia y Esgrima La Plata – CA Platense 1:0 Arturo Naón                                                                |
| 19 listopada 1933 | Club Atlético Lanús – Independiente 0:0                                                                                  |
| 19 listopada 1933 | Racing Club de Avellaneda – Talleres Remedios de Escalada 5:1 Alberto Fassora (4), Alberto López Bravo – Aníbal Troncoso |
| 19 listopada 1933 | River Plate – Boca Juniors 3:1 Bernabé Ferreyra (2), Manuel Ferreyra – Alberto Cuello s                                  |
| 19 listopada 1933 | CA Tigre – Vélez Sarsfield 3:2 Emilio Blanco, Julio Benavídez (2) – Carlos Querzoli, Oscar De Dovitis                    |

### Końcowa tabela ligi zawodowej sezonu 1933
| Poz | Klub                          | Mecze | Zw | Rem | Por | Pkt | BrZd | BrStr |
| --- | ----------------------------- | ----- | -- | --- | --- | --- | ---- | ----- |
| 1   | San Lorenzo de Almagro        | 34    | 22 | 6   | 6   | 50  | 81   | 48    |
| 2   | Boca Juniors                  | 34    | 22 | 5   | 7   | 49  | 86   | 47    |
| 3   | Racing Club de Avellaneda     | 34    | 21 | 6   | 7   | 48  | 76   | 33    |
| 4   | River Plate                   | 34    | 20 | 6   | 8   | 46  | 71   | 36    |
| 5   | Gimnasia y Esgrima La Plata   | 34    | 21 | 4   | 9   | 46  | 90   | 55    |
| 6   | Independiente                 | 34    | 18 | 5   | 11  | 41  | 54   | 39    |
| 7   | Vélez Sarsfield               | 34    | 15 | 8   | 11  | 38  | 60   | 43    |
| 8   | Chacarita Juniors             | 34    | 14 | 7   | 13  | 35  | 55   | 61    |
| 9   | CA Platense                   | 34    | 11 | 9   | 14  | 31  | 61   | 74    |
| 10  | Estudiantes La Plata          | 34    | 12 | 6   | 16  | 30  | 60   | 65    |
| 11  | Ferro Carril Oeste            | 34    | 9  | 10  | 15  | 28  | 43   | 56    |
| 12  | CA Huracán                    | 34    | 10 | 7   | 17  | 27  | 49   | 60    |
| 13  | Quilmes Athletic Buenos Aires | 34    | 8  | 10  | 16  | 26  | 41   | 61    |
| 14  | Argentinos Juniors            | 34    | 8  | 9   | 17  | 25  | 45   | 71    |
| 15  | Club Atlético Lanús           | 34    | 7  | 10  | 17  | 24  | 52   | 76    |
| 16  | Talleres Remedios de Escalada | 34    | 7  | 9   | 18  | 23  | 61   | 84    |
| 17  | Atlanta Buenos Aires          | 34    | 9  | 5   | 20  | 23  | 46   | 70    |
| 18  | CA Tigre                      | 34    | 9  | 4   | 21  | 22  | 44   | 96    |

### Klasyfikacja strzelców bramek 1933
| Gole | Piłkarz           | Klub                          |
| ---- | ----------------- | ----------------------------- |
| 34   | Francisco Varallo | Boca Juniors                  |
| 33   | Arturo Naón       | Gimnasia y Esgrima La Plata   |
| 27   | Bernabé Ferreyra  | River Plate                   |
| 23   | Luis Rojas        | Talleres Remedios de Escalada |
| 22   | Diego García      | San Lorenzo de Almagro        |